# Slovinsko na Eurovision Song Contest
Slovinsko se zúčastnilo 30 ročníků soutěže Eurovision Song Contest, poprvé v roce 1993. Země od té doby na soutěži chyběla pouze dvakrát, a to v letech 1994 a 2000 z důvodu špatných výsledků z předchozího ročníku.
Nejlepším výsledkem země jsou dvě sedmá místa z let 1995 (Darja Švajger s písní „Prisluhni mi“) a 2001 (Nuša Derenda se skladbou „Energy“). Od zavedení semifinálových kol v roce 2004 Slovinsko postoupilo do finále 8krát. Mezi 10 nejlepších se země naposledy probojovala v roce 2001, od té doby je nejlepším výsledkem Slovinska 13. místo z let 2002 a 2011.

## Výsledky
| Rok                    | Interpret                   | Píseň                            | Jazyk                   | Finále        | Finále        | Semifinále    | Semifinále    |
| Rok                    | Interpret                   | Píseň                            | Jazyk                   | Pořadí        | Body          | Pořadí        | Body          |
| ---------------------- | --------------------------- | -------------------------------- | ----------------------- | ------------- | ------------- | ------------- | ------------- |
| 1993                   | 1X Band                     | „Tih deževen dan“                | slovinština             | 22.           | 9             | 1.            | 54            |
| bez účasti v roce 1994 |                             |                                  |                         |               |               |               |               |
| 1995                   | Darja Švajger               | „Prisluhni mi“                   | slovinština             | 7.            | 84            | nekonalo se   | nekonalo se   |
| 1996                   | Regina                      | „Dan najlepših sanj“             | slovinština             | 21.           | 16            | 19.           | 30            |
| 1997                   | Tanja Ribič                 | „Zbudi se“                       | slovinština             | 10.           | 60            | nekonalo se   | nekonalo se   |
| 1998                   | Vili Resnik                 | „Naj bogovi slišijo“             | slovinština             | 18.           | 17            | nekonalo se   | nekonalo se   |
| 1999                   | Darja Švajger               | „For a Thousand Years“           | angličtina              | 11.           | 50            | nekonalo se   | nekonalo se   |
| bez účasti v roce 2000 |                             |                                  |                         |               |               | nekonalo se   | nekonalo se   |
| 2001                   | Nuša Derenda                | „Energy“                         | angličtina              | 7.            | 70            | nekonalo se   | nekonalo se   |
| 2002                   | Sestre                      | „Samo ljubezen“                  | slovinština             | 13.           | 33            | nekonalo se   | nekonalo se   |
| 2003                   | Karmen Stavec               | „Nanana“                         | angličtina              | 23.           | 7             | nekonalo se   | nekonalo se   |
| 2004                   | Platin                      | „Stay Forever“                   | angličtina              | nepostup      | nepostup      | 21.           | 5             |
| 2005                   | Omar Naber                  | „Stop“                           | slovinština             | nepostup      | nepostup      | 12.           | 69            |
| 2006                   | Anžej Dežan                 | „Mr Nobody“                      | angličtina              | nepostup      | nepostup      | 16.           | 49            |
| 2007                   | Alenka Gotar                | „Cvet z juga“                    | slovinština             | 15.           | 66            | 7.            | 140           |
| 2008                   | Rebeka Dremelj              | „Vrag naj vzame“                 | slovinština             | nepostup      | nepostup      | 11.           | 36            |
| 2009                   | Quartissimo feat. Martina   | „Love Symphony“                  | angličtina, slovinština | nepostup      | nepostup      | 16.           | 14            |
| 2010                   | Ansambel Žlindra a Kalamari | „Narodnozabavni rock“            | slovinština             | nepostup      | nepostup      | 16.           | 6             |
| 2011                   | Maja Keuc                   | „No One“                         | angličtina              | 13.           | 96            | 3.            | 112           |
| 2012                   | Eva Boto                    | „Verjamem“                       | slovinština             | nepostup      | nepostup      | 17.           | 31            |
| 2013                   | Hannah                      | „Straight into Love“             | angličtina              | nepostup      | nepostup      | 16.           | 8             |
| 2014                   | Tinkara Kovač               | „Round and Round“                | angličtina, slovinština | 25.           | 9             | 10.           | 52            |
| 2015                   | Maraaya                     | „Here for You“                   | angličtina              | 14.           | 39            | 5.            | 92            |
| 2016                   | ManuElla                    | „Blue and Red“                   | angličtina              | nepostup      | nepostup      | 14.           | 57            |
| 2017                   | Omar Naber                  | „On My Way“                      | angličtina              | nepostup      | nepostup      | 17.           | 36            |
| 2018                   | Lea Sirk                    | „Hvala, ne!“                     | slovinština             | 22.           | 64            | 8.            | 132           |
| 2019                   | Zala Kralj and Gašper Šantl | „Sebi“                           | slovinština             | 15.           | 105           | 6.            | 167           |
| 2020                   | Ana Soklič                  | „Voda“                           | slovinština             | ročník zrušen | ročník zrušen | ročník zrušen | ročník zrušen |
| 2021                   | Ana Soklič                  | „Amen“                           | angličtina              | nepostup      | nepostup      | 13.           | 44            |
| 2022                   | LPS                         | „Disko“                          | slovinština             | nepostup      | nepostup      | 17.           | 15            |
| 2023                   | Joker Out                   | „Carpe Diem“                     | slovinština             | 21.           | 78            | 5.            | 103           |
| 2024                   | Raiven                      | „Veronika“                       | slovinština             | 23.           | 27            | 9.            | 51            |
| 2025                   | Klemen                      | „How Much Time Do We Have Left?“ | angličtina              | nepostup      | nepostup      | 13.           | 23            |

| Legenda | Legenda                              |
| ------- | ------------------------------------ |
| 1       | 1. místo                             |
| 2       | 2. místo                             |
| 3       | 3. místo                             |
| ◁       | poslední místo                       |
| X       | interpret vybrán, ale nezúčastnil se |

## Galerie

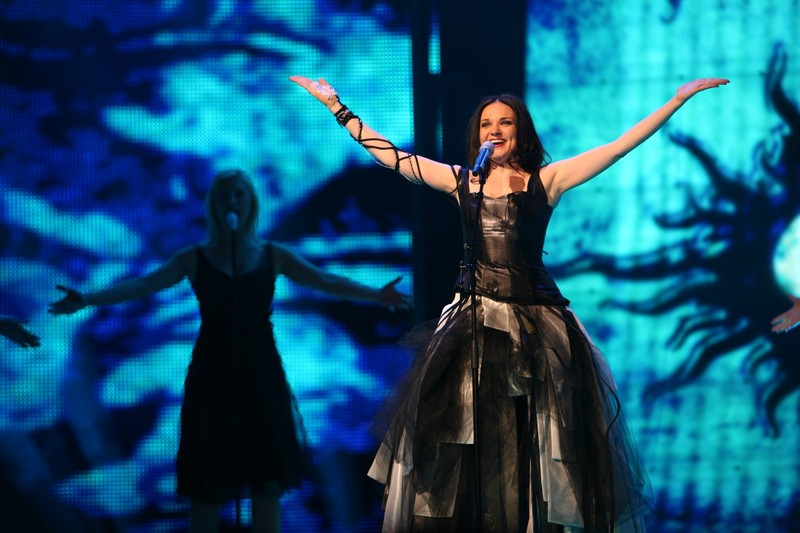
Alenka Gotar v Helsinkách (2007)
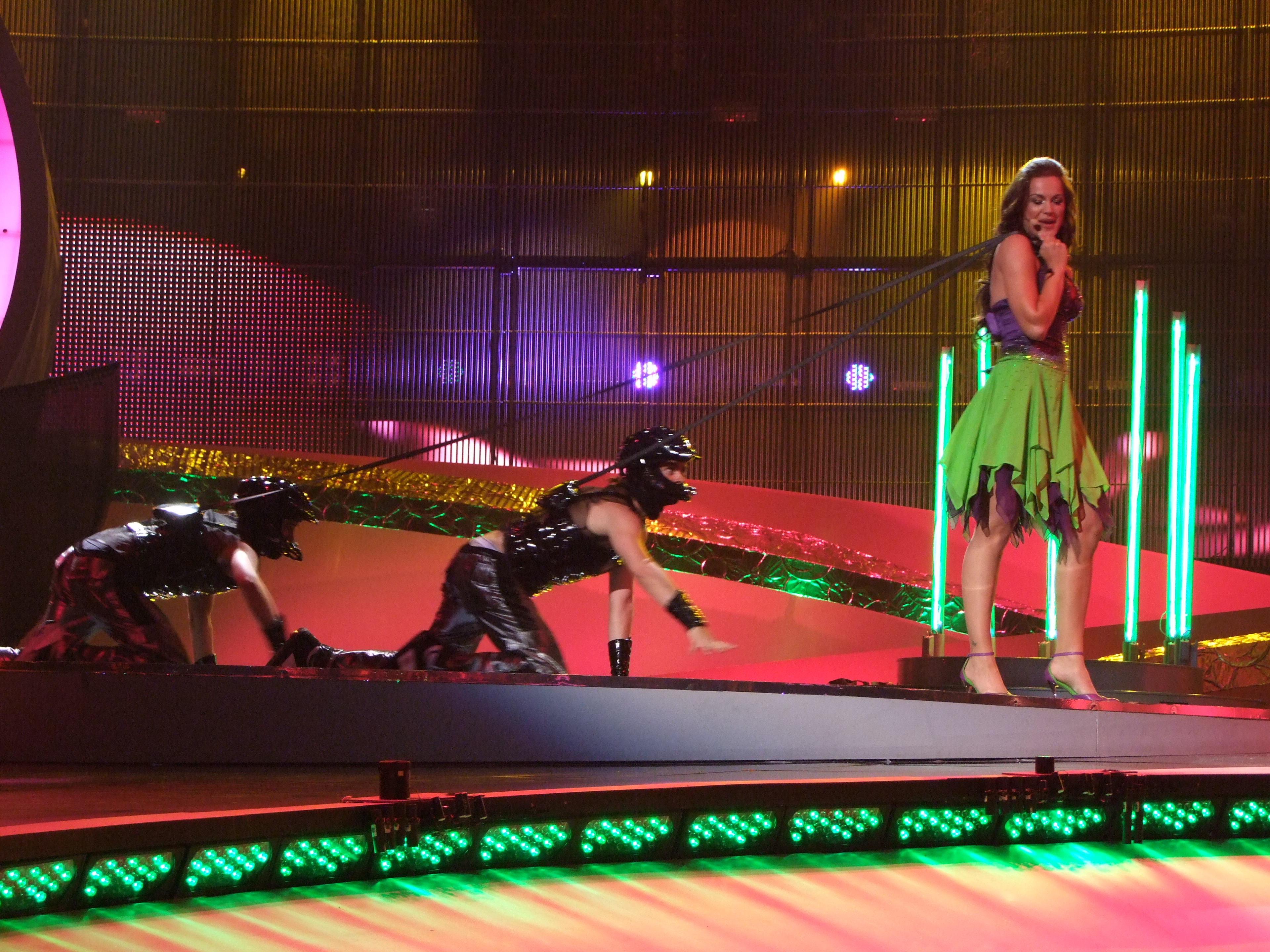
Rebeka Dremelj v Bělehradu (2008)
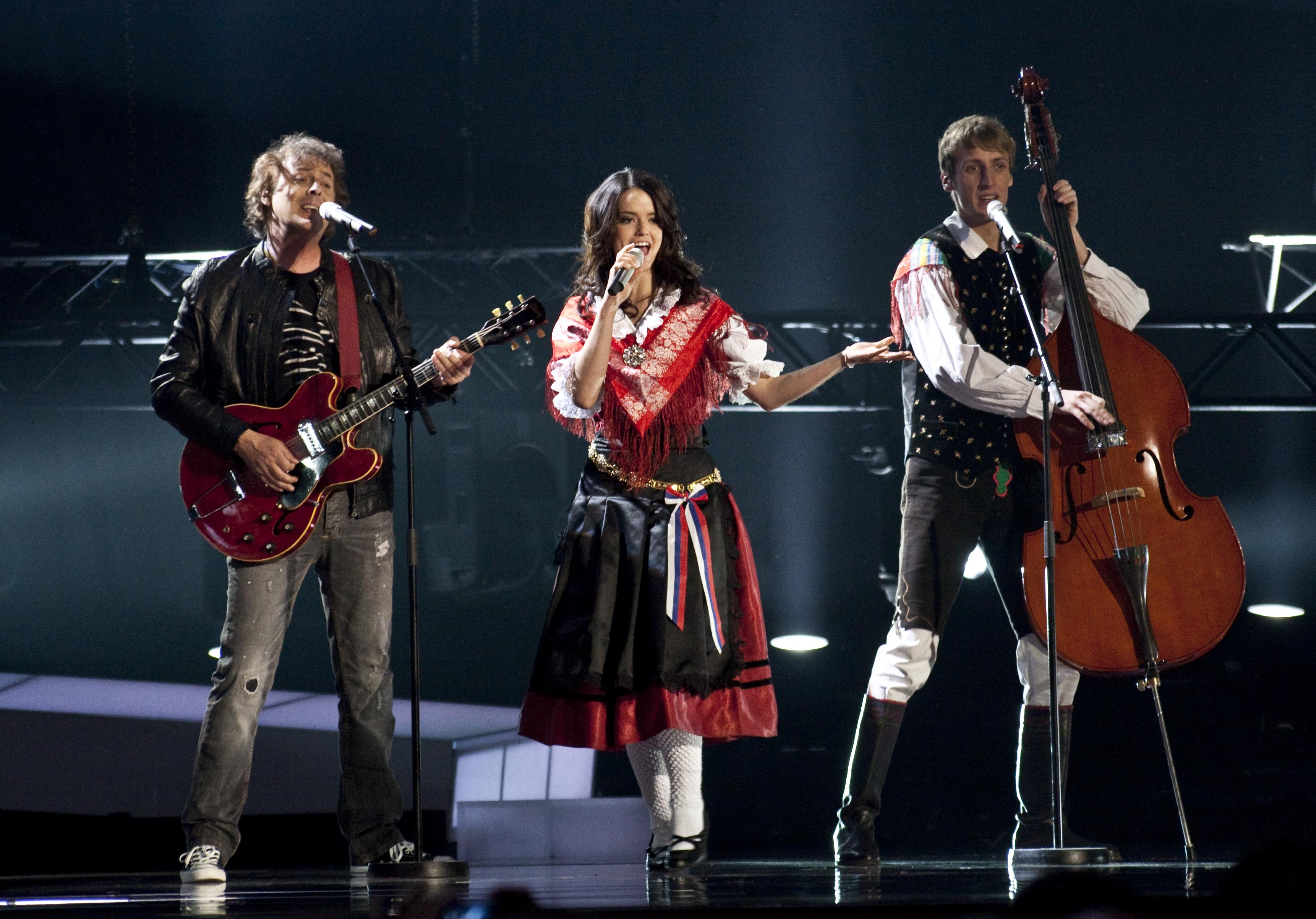
Ansambel Žlindra a Kalamari v Oslu (2010)
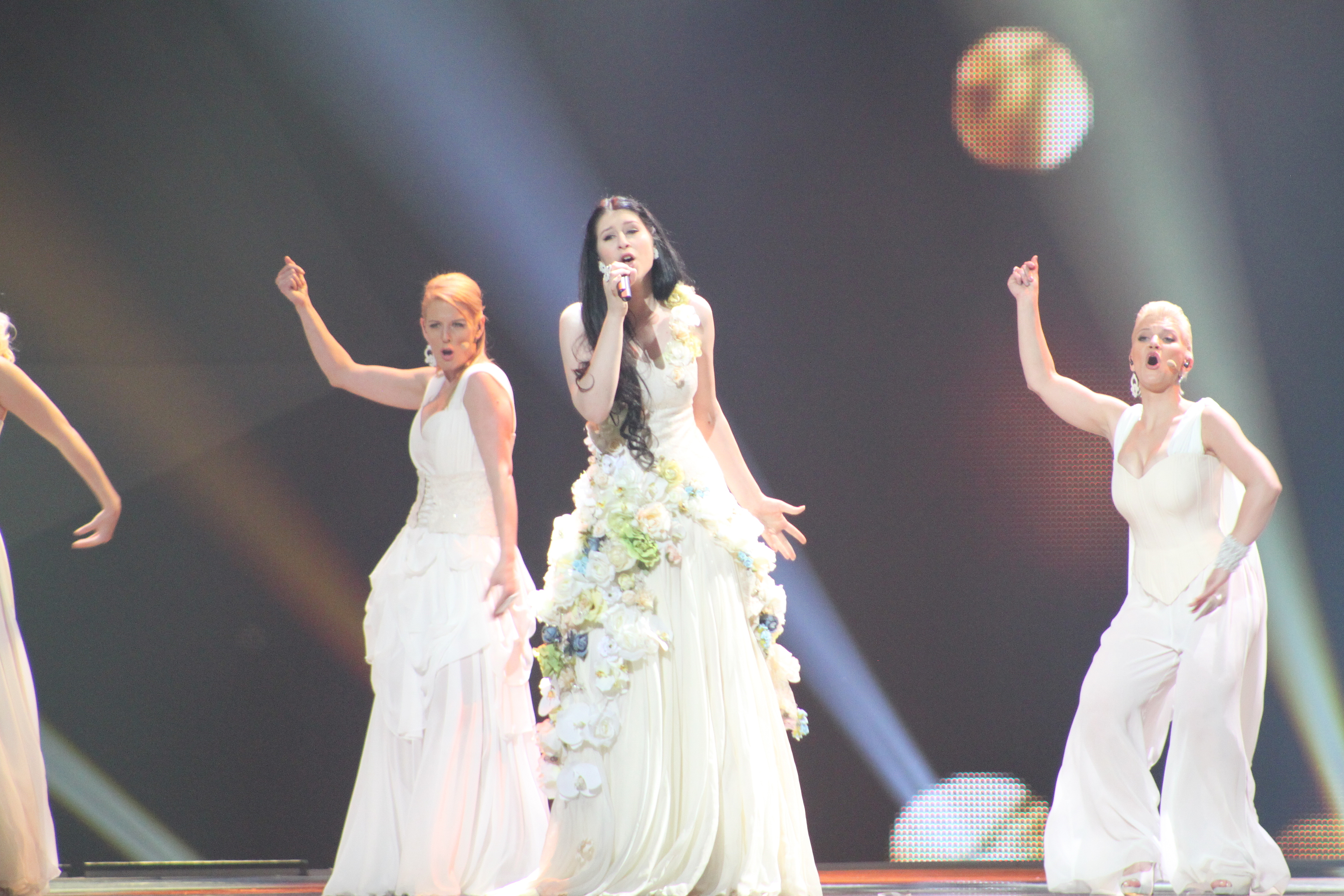
Eva Boto v Baku (2012)
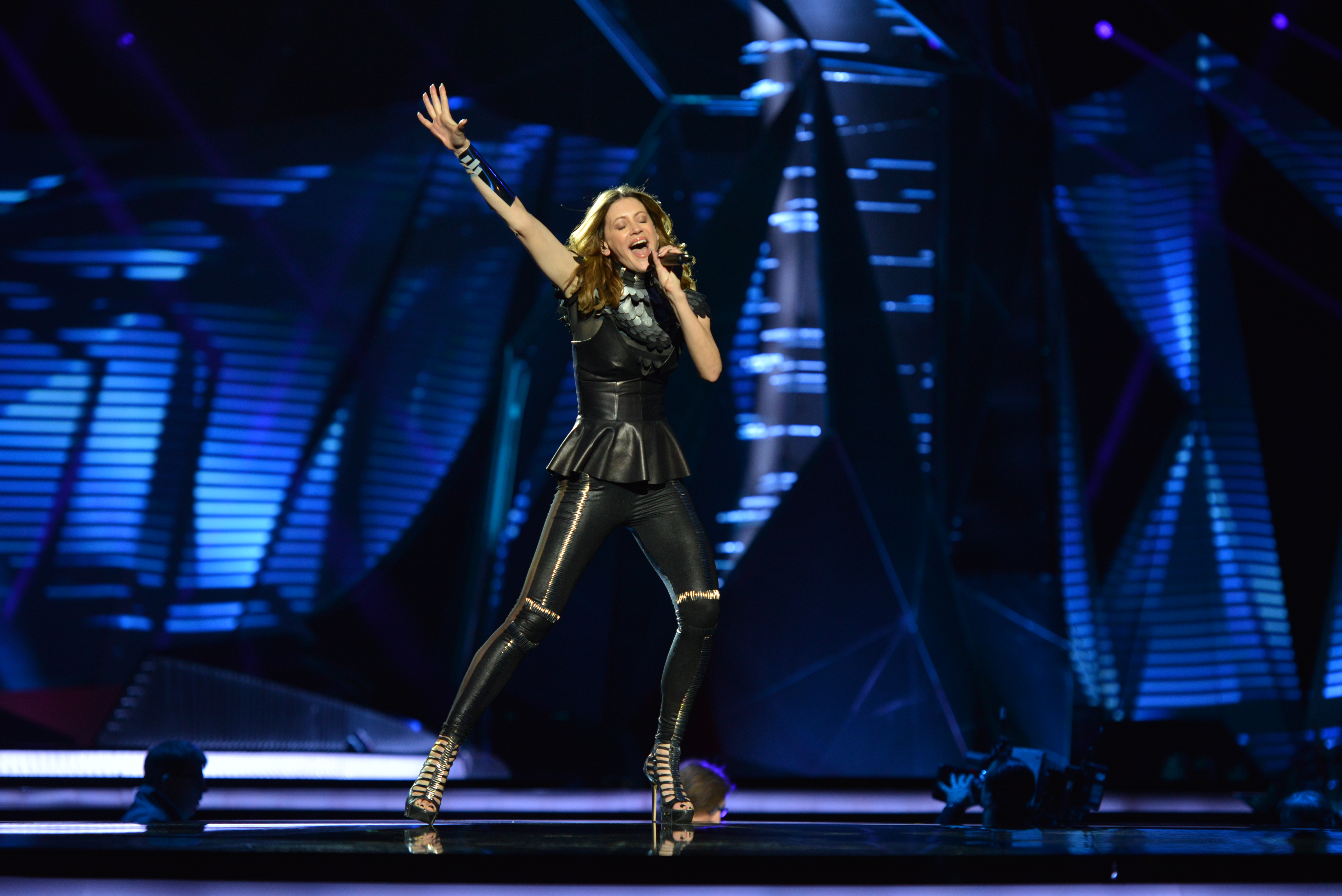
Hannah Mancini v Malmö (2013)
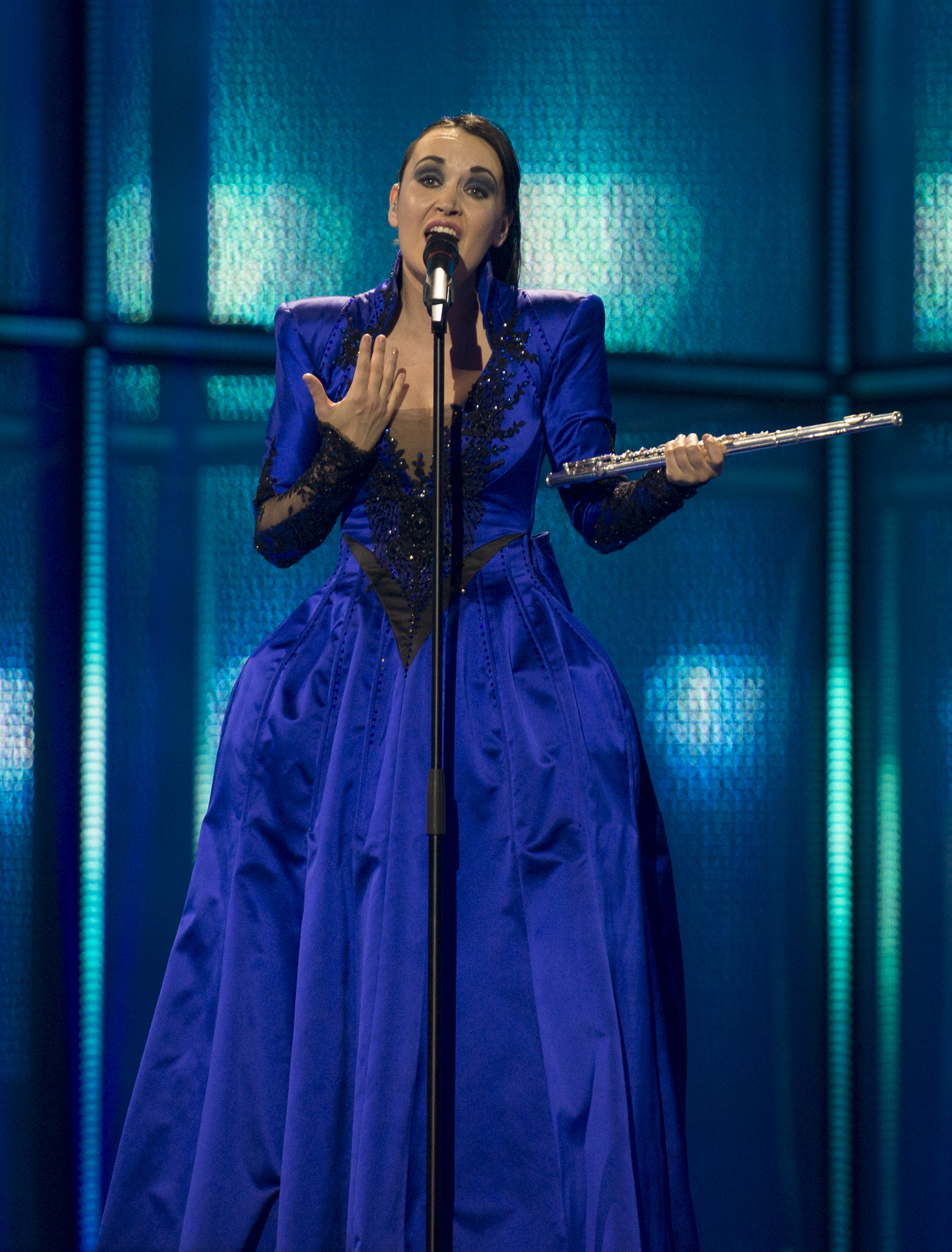
Tinkara Kovač v Kodani (2014)
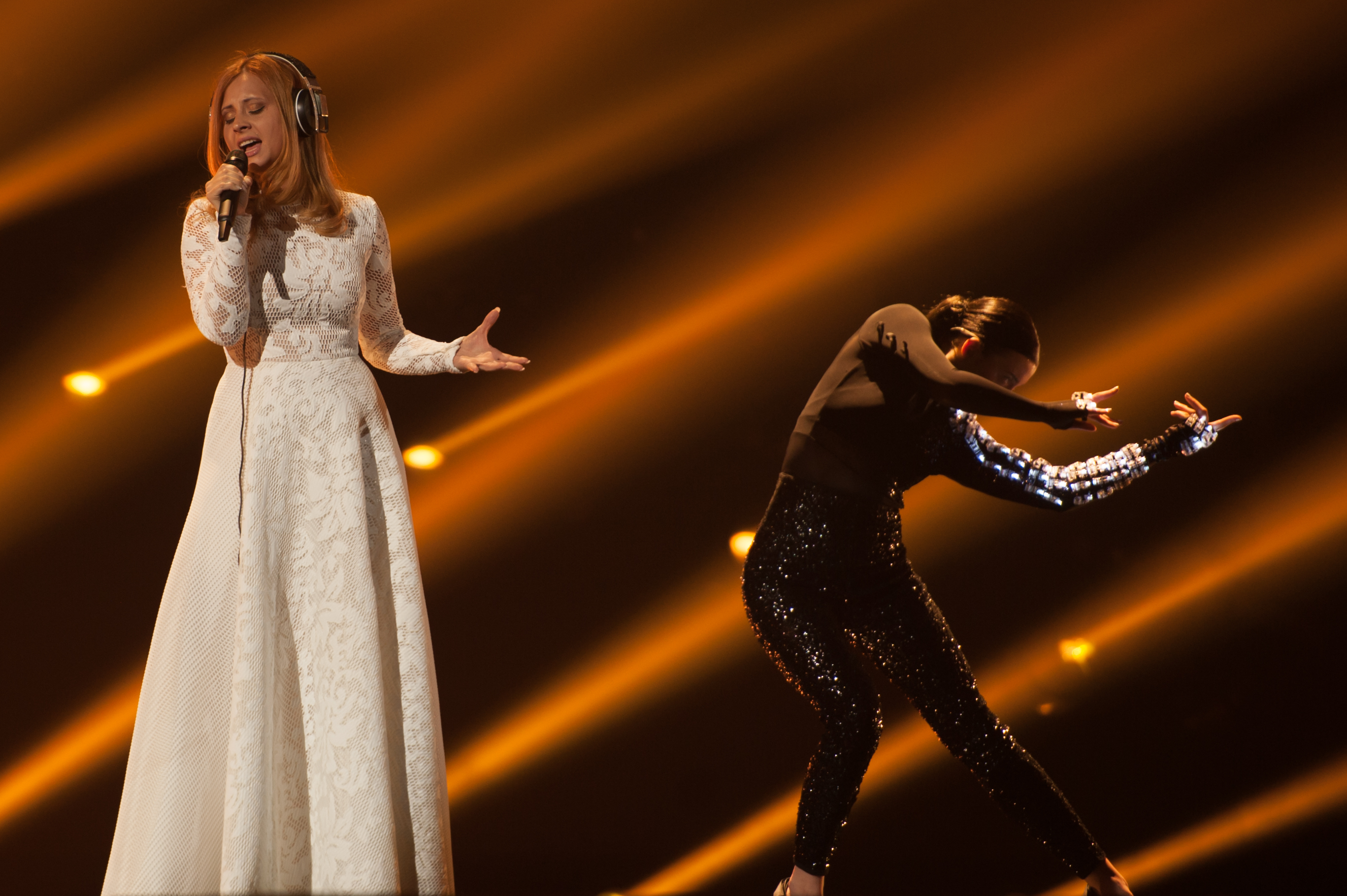
Maraaya ve Vídni (2015)
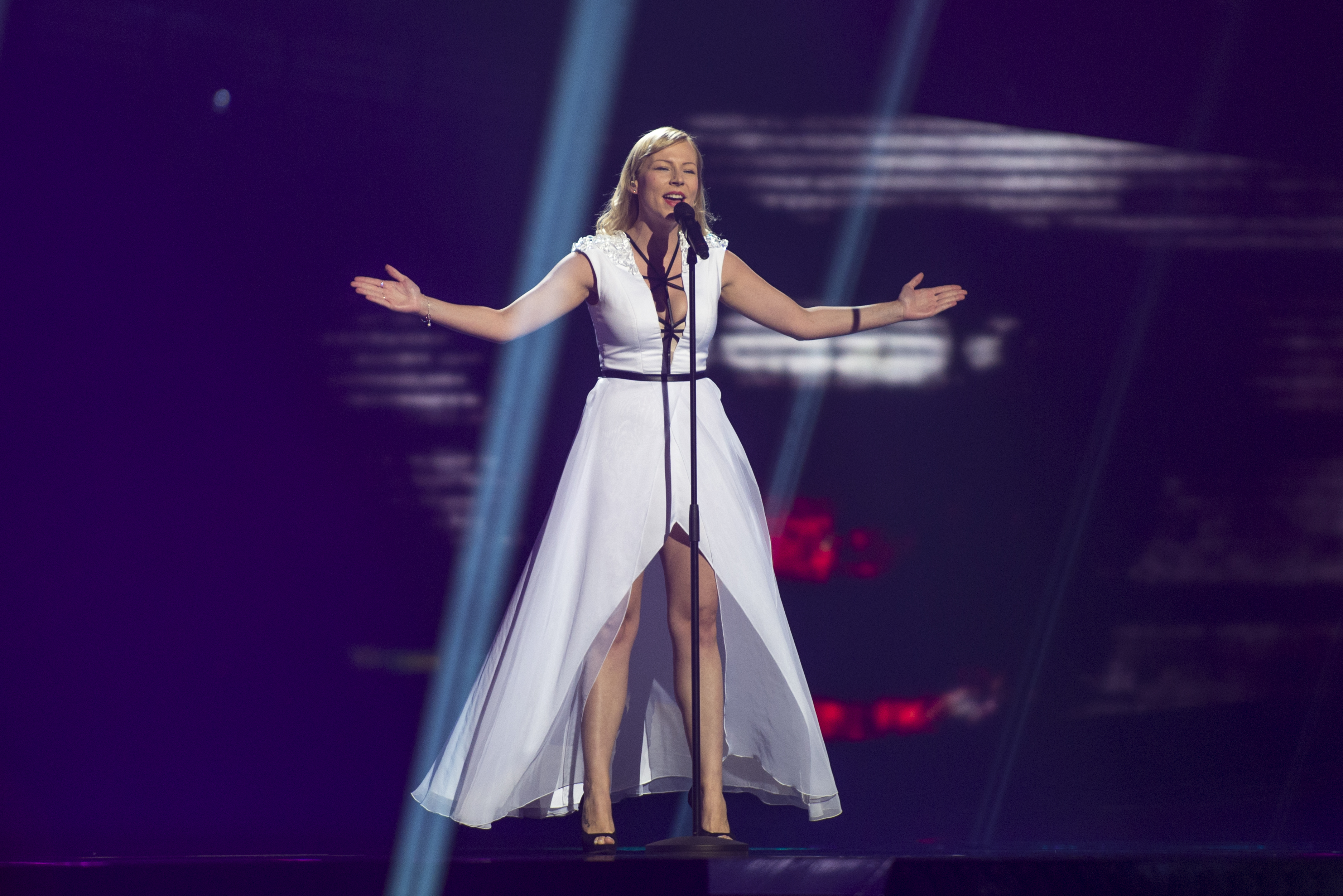
ManuElla ve Stockholmu (2016)
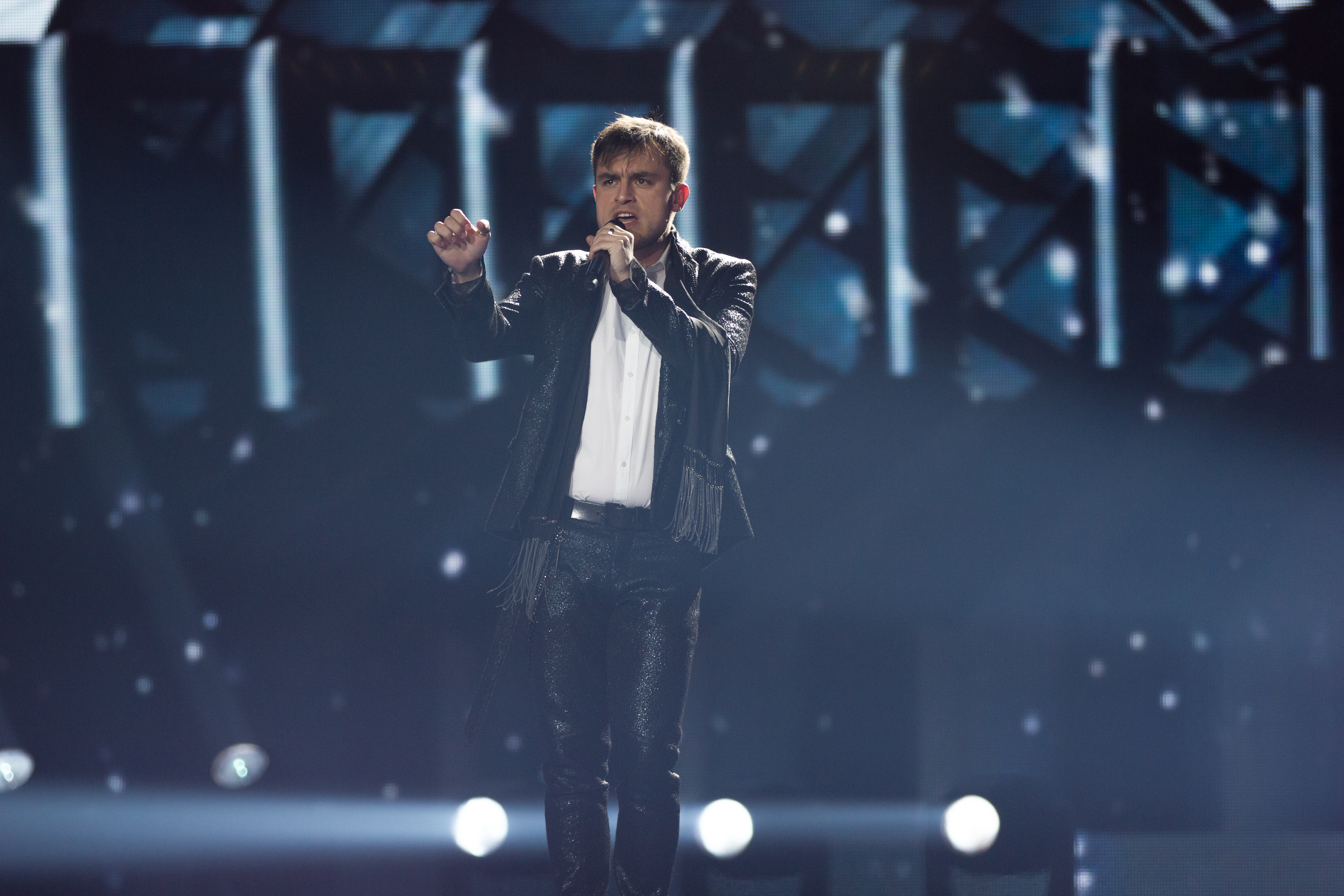
Omar Naber v Kyjevě (2017)
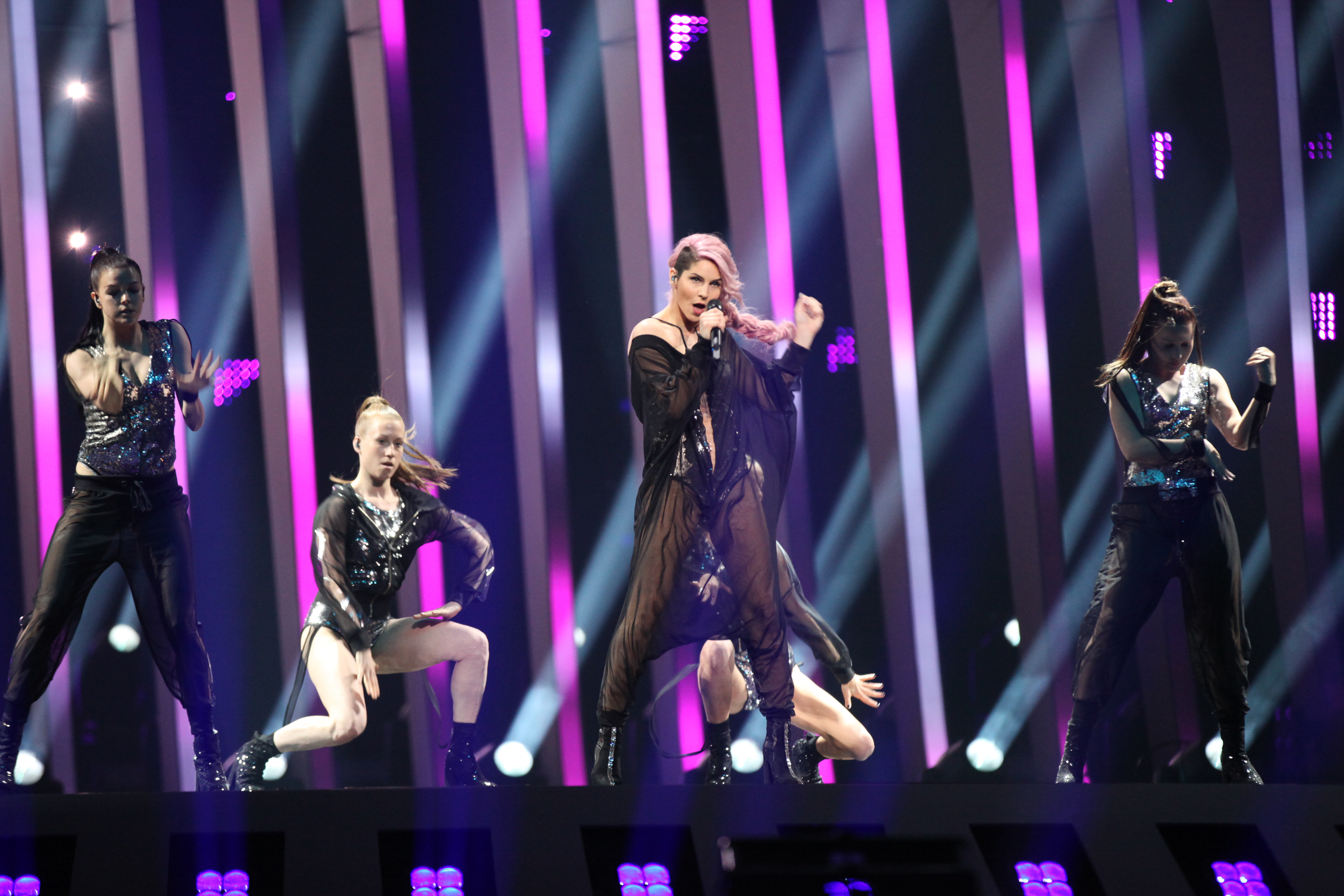
Lea Sirk v Lisabonu (2018)
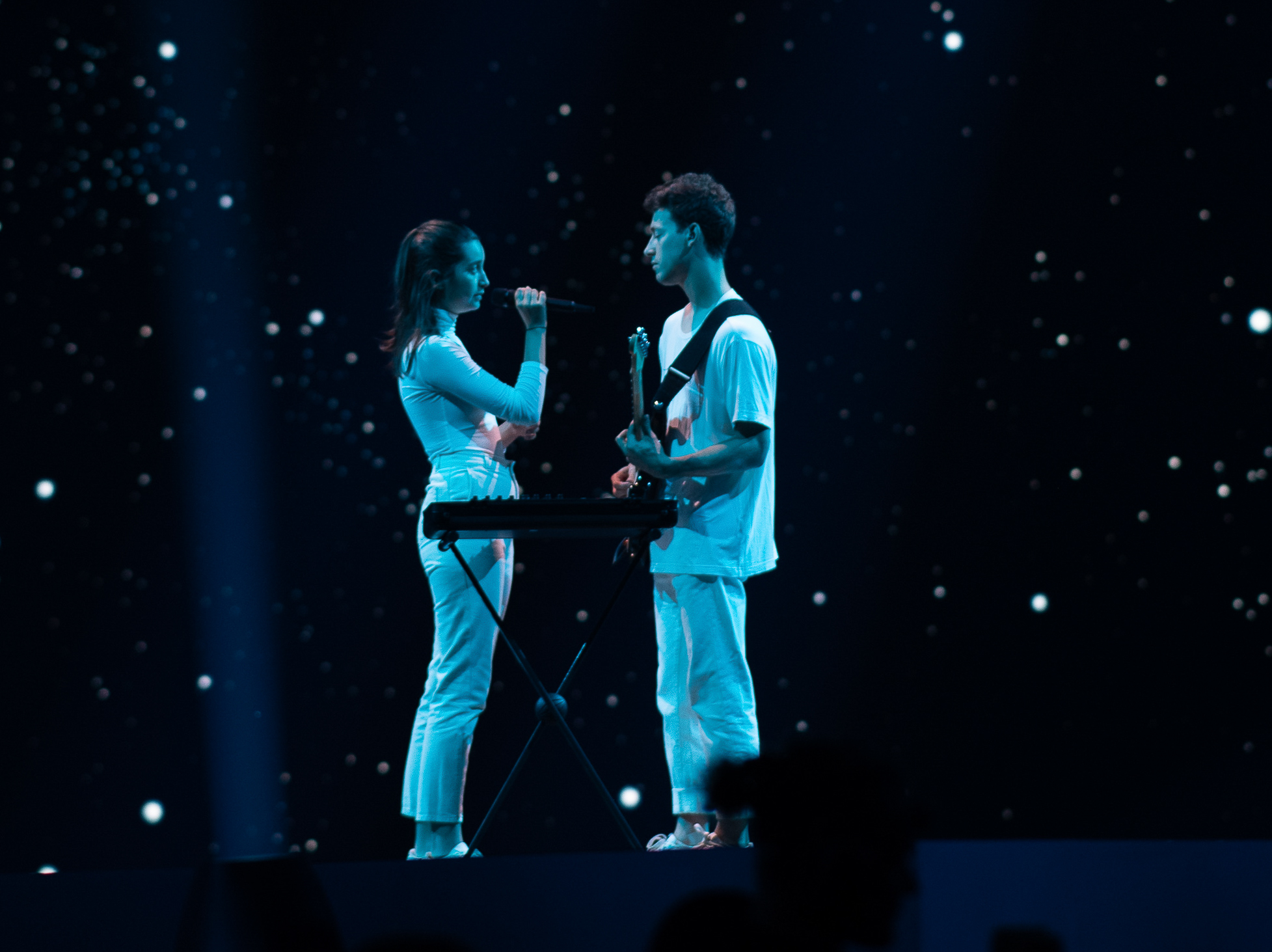
Zala Kralj & Gašper Šantl v Tel Avivu (2019)
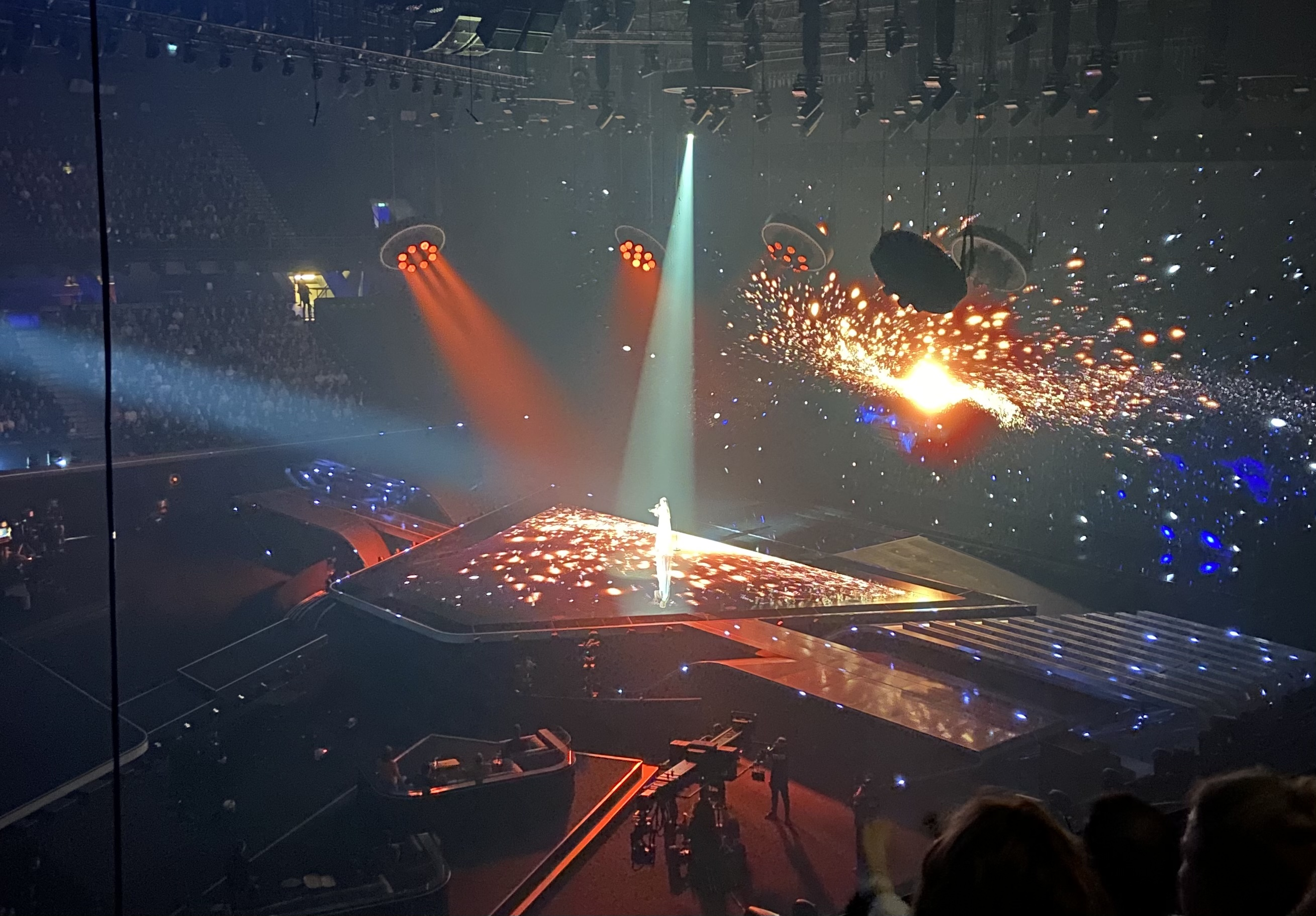
Ana Soklič v Rotterdamu (2021)
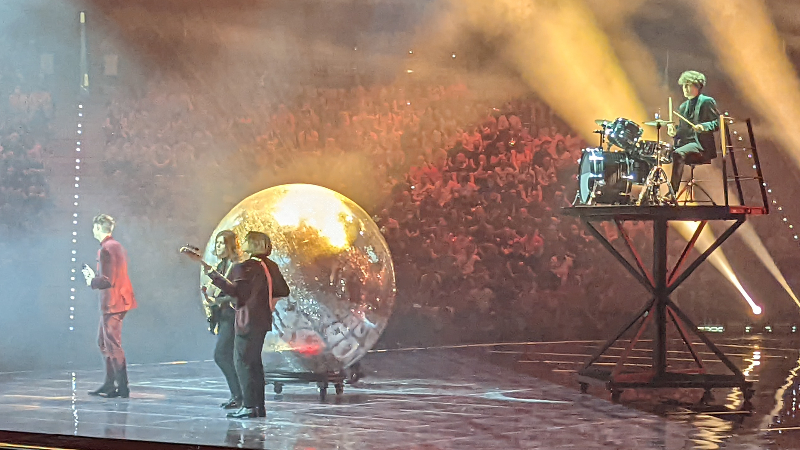
LPS v Turíně (2022)
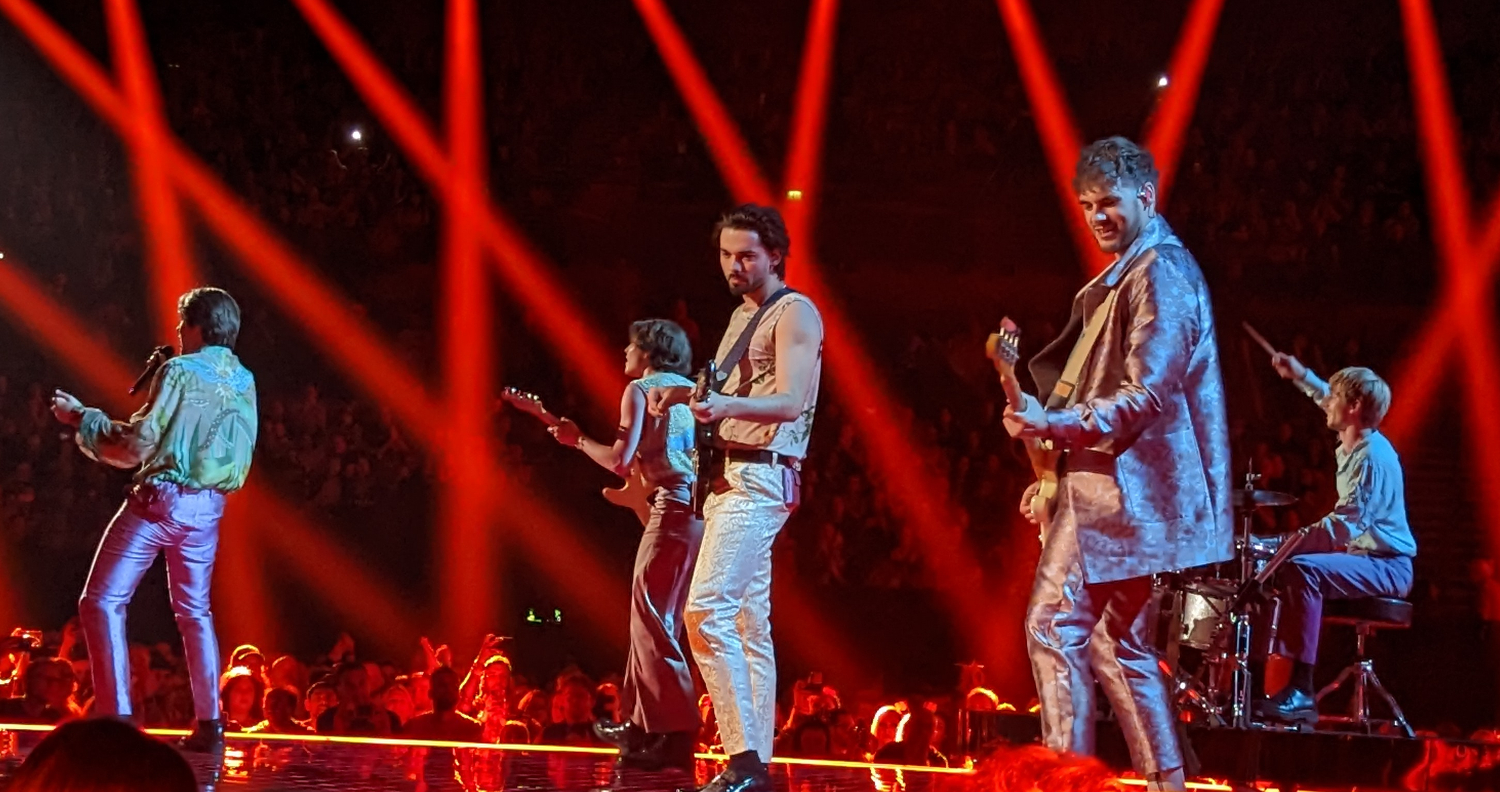
Joker Out v Liverpoolu (2023)
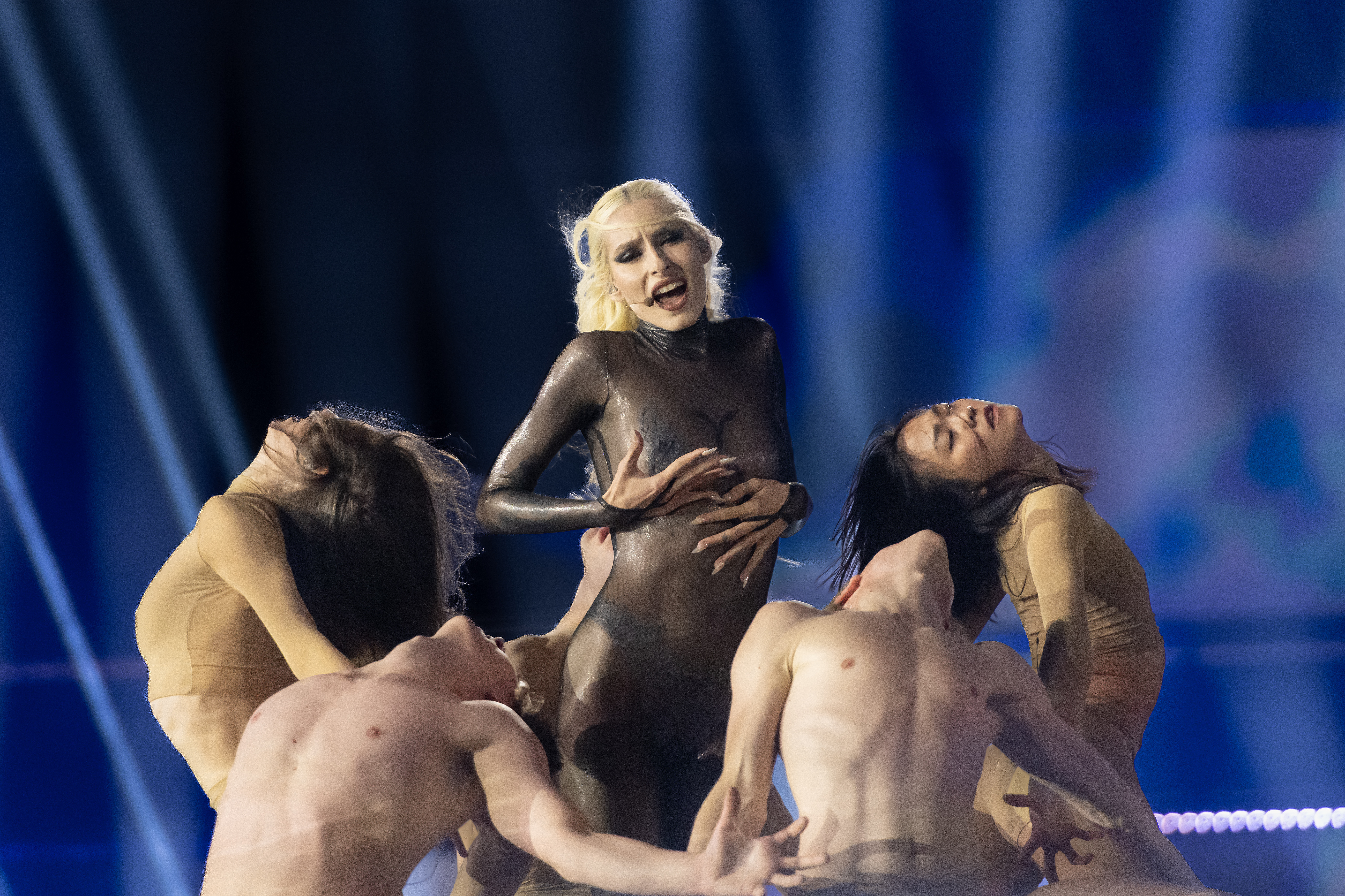
Raiven v Malmö (2024)
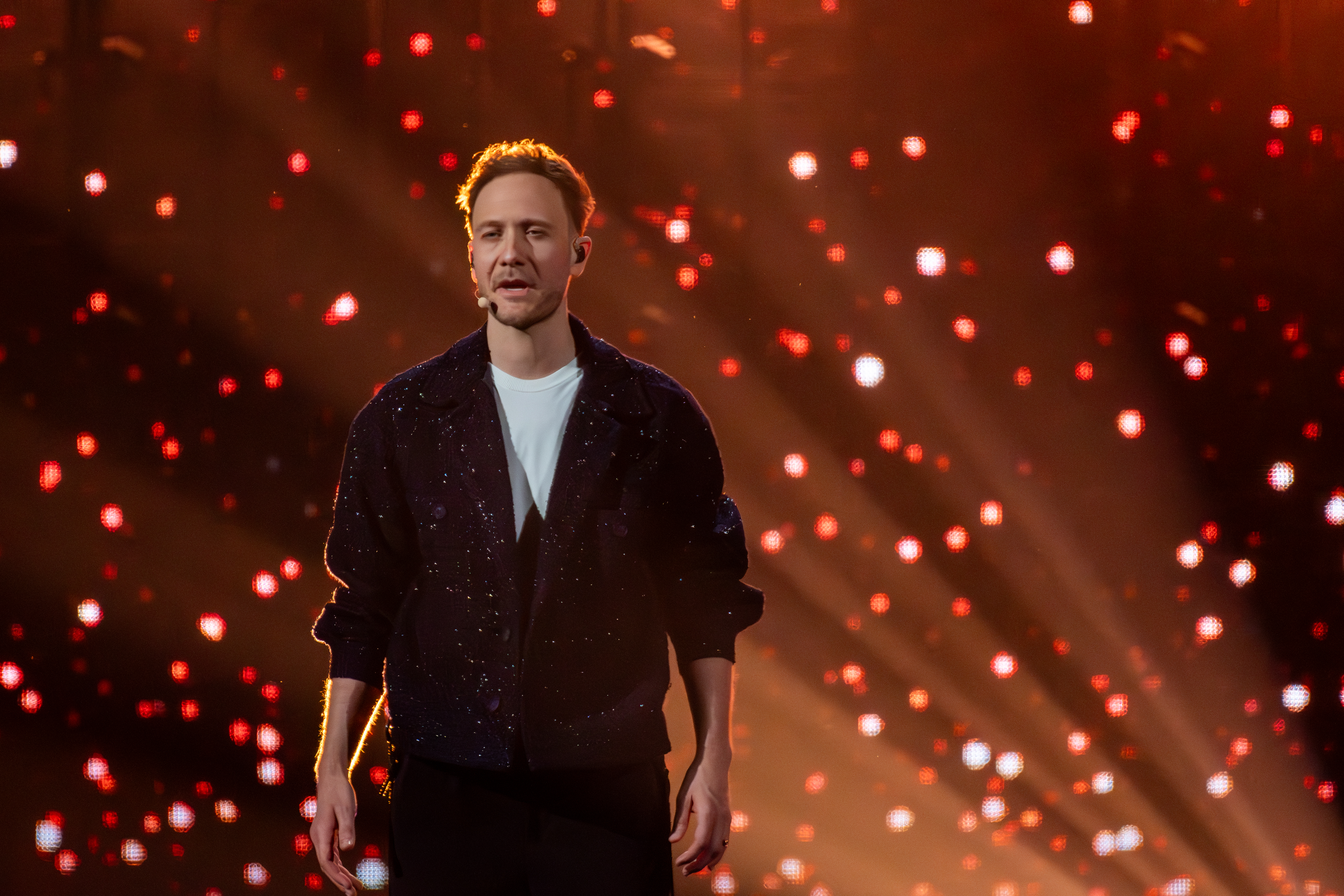
Klemen v Basileji (2025)